# آلومینا لیمیتد
آلومینا لیمیتد (انگلیسی: Alumina Limited) شرکت معدن استرالیایی است، که در سال ۲۰۰۳ تأسیس شد.